# Мессинская операция (1917)
Месси́нская би́тва (нем. Schlacht bei Messines) — сражение между британскими и германскими войсками во время Первой мировой войны, продолжавшаяся с 7 июня 1917 по 14 июня 1917 года. Закончилось победой британцев.

## Перед сражением

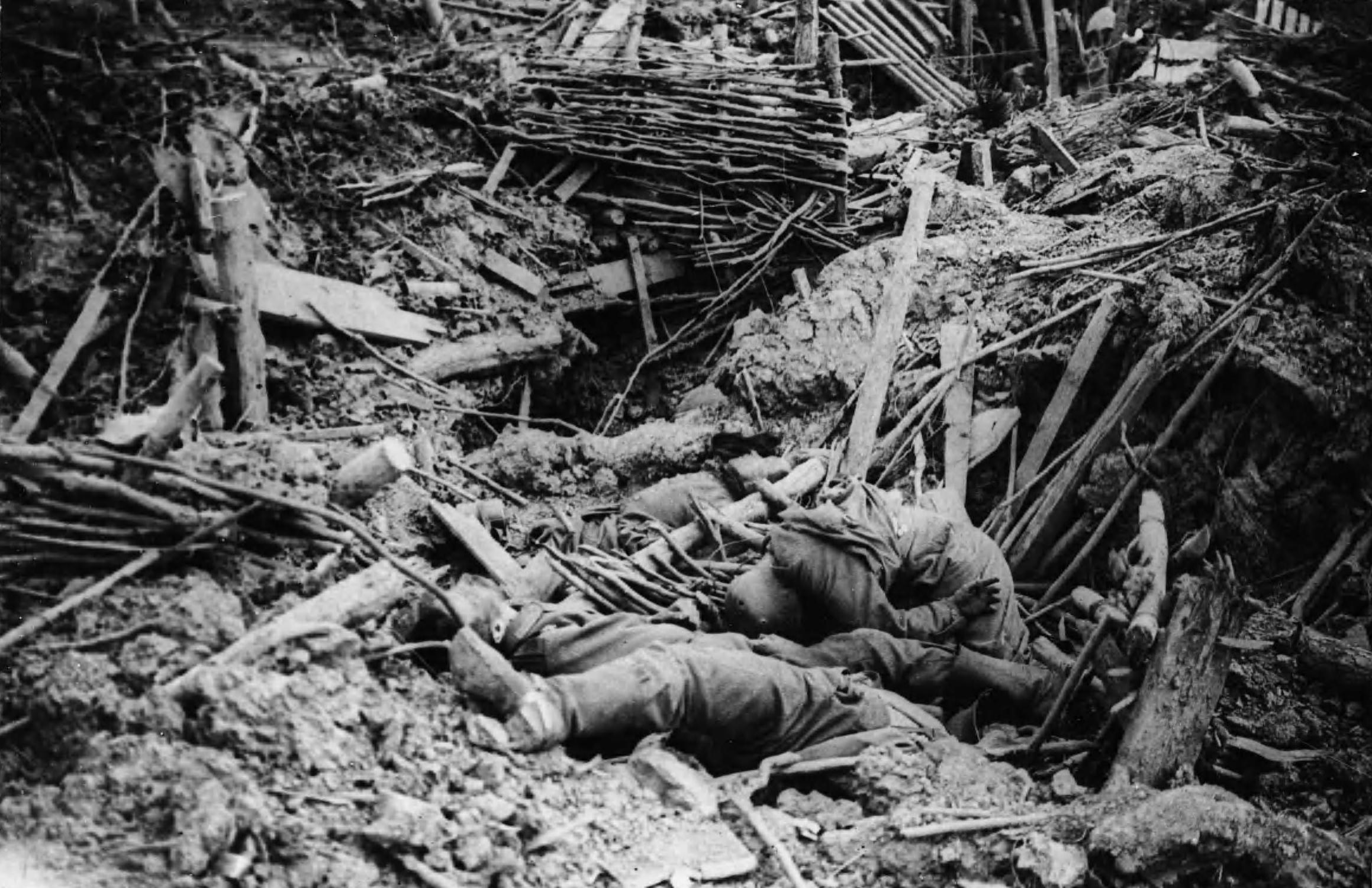
Немецкий окоп, уничтоженный взрывом во время Мессинской операции

Главнокомандующий английской армией генерал Хейг наметил в середине июня произвести операцию. Её целью являлась задача срезать 15-километровый выступ германцев, вдававшийся в английскую оборону, и улучшить своё стратегическое положение. Германцы на этом участке фронта имели всего 5 дивизий. Болотистая местность была трудной для открытых атак. Английское командование тщательно готовилось к предстоящей операции: были заново созданы железные и грунтовые дороги, мосты. Задачей английской армии было захватить возвышенности у Мессин и линии окопов. В наступлении также принимали участие около 300 аэропланов и более 80 танков.
Также англичане, тщательно изучив структуру почвы атакуемого участка, ещё в 1916 г. начали подготовительные работы и за 15 месяцев заложили свыше 20 гигантских туннелей под вторым уровнем грунтовых вод в пласте голубой глины. Эти туннели англичане минировали, вынутый грунт маскировался, чтобы германские самолеты не заметили его. Туннели начинались в 300—400 ярдах (около 400 м) позади обороны англичан. Поскольку германские позиции находились на высотах, то туннели проходили под обороной германцев на глубине, доходящей до 25—36 м, а в некоторых местах — до 50 м. Туннели имели общую протяженность до 8 тыс. ярдов (7312 м). В конце туннелей было заложено 600 т взрывчатки. Однако германцы сумели раскрыть замыслы англичан, но ошибочно полагали, что туннели находятся на глубине до 18 м и им удалось уничтожить всего 2 минные галереи, а 22 остались нетронутыми.

## Ход сражения
28 мая началась артиллерийская подготовка, 7 июня был произведен взрыв 19 минных галерей. Взрывы были произведены в течение 30 секунд. 1-я и частично 2-я линия окопов германцев были разрушены, взрывы тяжелейших мин привели к образованию гигантских воронок. Взрывом в результате подрыва минных галерей было убито 10 000 человек. Кратеры от взрывов сохранились до наших дней и заполнены водой. Германские солдаты, деморализованные от этих взрывов, не смогли оказать достойного сопротивления наступавшей английской пехоте. 
В ходе наступления англичане захватили в плен 7200 солдат и 145 офицеров, а также большое количество пулеметов. Удачная операция значительно улучшила стратегическое положение британских войск.

## В культуре
В художественном фильме «Война под землей» 2020 года сюжет разворачивается вокруг работы британских землекопов в Мессинской операции. Песня Pillars of Fire (The Battle of Messines), альбом Where Fear And Weapons Meet группы 1914